# Beefeater
Beefeater (від біфітер — прізвиська церемоніального вартового лондонського Тауера; вимовляється як біфітер) — англійський джин.

## Історія
В 1863 році фармацевт Джеймс Барроу, англієць, який жив у Канаді, повернувся на батьківщину і купив за 400 фунтів стерлінгів спиртзавод Челсі в лондонському районі Кеннінгтон . Спочатку на ньому виготовляли традиційні спиртні напої, але Барроу експериментував, і в результаті в 1876 році представив публіці новий джин «Beefeater». Багато джерел називають датою народження «Beefeater» 1820 рік, але це невірно: в тому році було лише збудовано спиртзавод Челсі. «Обличчям» джина став біфітер у церемоніальному одязі . У 2005 році джин «Beefeater» був придбаний компанією Pernod Ricard. Зараз «Beefeater» продається більш ніж в ста країнах світу, загальний річний обсяг продажів складає 21, 6 млн літрів. «Beefeater» — найпопулярніший джин в Іспанії і третій за популярністю в США.

## Продукція
До складу «Beefeater» входять (крім води і спирту) ялівець, корінь і насіння дягелю, насіння коріандру, лакриця, мигдаль, корінь ірису німецького , севільські апельсини і лимонна цедра. Всі ці інгредієнти вимочуються в спирті протягом 24 годин, потім протягом 7-8 годин відбувається дистиляція, тобто повільне випаровування спирту. Потім в отриманому продукті знижують міцність: для Великої Британії виробляється «Beefeater» міцністю 40%, для решти країн — 47%.
Джин «Beefeater» регулярно отримує медалі на тематичних змаганнях.
30 жовтня 2009 року світ побачила новинка — «Beefeater 24», до складу якого додатково входять китайський та японський зелений чай (сентя) і цедра грейпфрута.
Влітку 2010 року вийшла ще одна новинка — «Beefeater Summer Edition», до його складу додані: бузина, чорна смородина і гібіскус.
У 2013 році компанія презентувала новий преміальний продукт - Beefeater Burrough's Reserve. Цей напій виробляється за оригінальним рецептом Джеймса Барроу, створеним ще у 1860 році. Джин дистилюється вручну, за допомогою перегонних кубів 19-го сторіччя, і виробляється у обмеженій кількості. Після дистиляції джин Beefeater Burrough's Reserve витримується в унікальних бочках з-під аперетиву Jean de Lillet. Кожна пляшка має свій індивідуальний номер, зазначений на етикетці.